# William Howe
Pour les articles homonymes, voir Howe.
William Howe (né le 10 août 1729, en Angleterre et mort le 12 juillet 1814 à Plymouth) est un général britannique, commandant en chef des forces britanniques pendant la guerre d'indépendance américaine.

## Attaque de Québec (1759)
« Sous le couvert de la nuit, menés par Cornwallis, ils escaladèrent la palissade, montant un escarpement abrupt, presque perpendiculaire, avançant jusqu'au Fort Lee. C'était une attaque culottée très semblable à celle de William Howe lui-même lorsqu'il escalada les pentes abruptes de Québec le matin du 13 septembre 1759 dans le triomphe Britannique pendant la guerre Franco-Indienne »
Macdonald frappa rapidement la sentinelle entre les yeux avec le manche de son fusil et l'étendit par terre. L'infanterie le suivait de près. Les Français sortant de leurs tentes se retrouvèrent devant des soldats qui couraient vers eux avec leurs baïonnettes fixées. Les Français tirèrent quelques coups. Les Britanniques chargèrent en poussant des cris. Les Canadiens se sauvèrent à travers les arbres. Et Vergor s'enfuit pour sauver sa vie. Un grand cri de joie de Delaune qui chargeait apprit à Wolfe au pied de la falaise que le dessus de l'escarpement était dégagé des Français. William Howe monta la falaise et en 15 minutes toute son infanterie avait rejoint leur camarade sur le dessus de la pente (les 500 hommes que commandait William Howe). Une autre bataillon suivit rapidement, et Wolfe lui-même les suivit. À ce moment il était 5 heures et la clarté s'était installée.
William Howe commandait l'infanterie sous le Major Général James Wolfe à la bataille de Québec le 13 septembre 1759. Il a été le premier à escalader la falaise pour prendre position sur les plaines d'Abraham avec 500 soldats, dégageant la voie pour l'armée de James Wolfe qui ne fera que le suivre une heure plus tard avec 1000 autres soldats britanniques pour s'assembler avant la bataille. Son action lui donna le rang de Brigadier Général.

## Chef de l'armée britannique (1775-1778)
Malgré ses victoires à New York et en Pennsylvanie, William Howe n'était pas présent pour aider John Burgoyne à la bataille de Saratoga, dans le nord de l'État de New York. Cette erreur de ne pas aider la triple attaque de 1777 provoqua l'entrée de la France dans le conflit et ultérieurement la perte des États-Unis par les Britanniques par le traité de Paris de 1783. William Howe a également été accusé d'avoir préféré faire la fête plutôt que de poursuivre l'armée de George Washington quand elle était dans un état désespéré en 1776. 
Il était le frère de l'amiral Richard Howe.